# Miss Universe Slovenije 2010
Miss Universe Slovenije 2010 je bilo lepotno tekmovanje, ki je potekalo 14. maja 2010 v studiu Pro Plusa.
Prireditev je vodila Anja Tomažin.
Sandra Marinović je bila razglašena za zmagovalko, po nekaj dneh pa so odkrili napako pri zapisu imen, zaradi česar se je obrnil vrstni red. Nova zmagovalka je postala Marika Savšek, Marinovićeva pa je obdržala filmsko izobraževanje v New Yorku. V medijih so bili namigi, da je naslov izgubila zaradi dvakratnega slikanja za slovensko izdajo Playboya.

## Uvrstitve in nagrade
- zmagovalka in miss revije Obrazi Marika Savšek, študentka, Šmartno pri Litiji, filmsko izobraževanje v New Yorku, 400 evrov žepnine za izobraževanje
- 1. spremljevalka Tjaša Resnik, Ljubljana
- 2. spremljevalka Sandra Marinović, Trbovlje, filmsko izobraževanje v New Yorku
- miss fotogeničnosti Rebecca Kim Lekše

## Sponzorji in sodelavci
Tekmovalke so predstavile dnevna oblačila Rašica, kopalke Triumph, obutev Humanic, nakit Katje Koselj ter večerne obleke Maje Štamol, Mojce Celin, Barbare Plavec in Urše Drofenik.

## Žirija
Vodil jo je Aljoša Rebolj, v njej so sedeli še Anamarija Avbelj, Zoran Garevski, Mitja Podgajski, Gregor Jamnik, Klementina Ihanec in Miha Mali.

## Glasbeni gostje
Med drugim so nastopili Clea & Kim, Neisha in Karmen Stavec.

## Miss Universe
Savškova je s sabo v Las Vegas odnesla etuije za vizitke in bančne kartice iz solčavskega filca in vaško situlo iz Steklarne Rogaška. Predstavila se je v nacionalni obleki v beli barvi s kristali, na katero so bile odtisnjene podobe slovenskih nacionalnih znamenitosti. Izdelala jo je Tanja Basle po idejni zasnovi Maje Štamol.